# Sci alpino ai XXIII Giochi olimpici invernali
Le gare di sci alpino ai XXIII Giochi olimpici invernali di Pyeongchang in Corea del Sud si sono svolte dall'11 al 24 febbraio 2018 nella stazione sciistica di Jeongseon e Yongpyong. Si sono disputate cinque gare maschili e altrettante femminili (discesa libera, supergigante, slalom gigante, slalom speciale, combinata) e una gara a squadre mista.

## Podi

### Uomini
| Evento                     | Oro                | Tempo   | Argento              | Tempo   | Bronzo                | Tempo   |
| Discesa libera (dettagli)  | Aksel Lund Svindal | 1'40"25 | Kjetil Jansrud       | 1'40"37 | Beat Feuz             | 1'40"43 |
| Supergigante (dettagli)    | Matthias Mayer     | 1'24"44 | Beat Feuz            | 1'24"57 | Kjetil Jansrud        | 1'24"62 |
| Slalom gigante (dettagli)  | Marcel Hirscher    | 2'18"04 | Henrik Kristoffersen | 2'19"31 | Alexis Pinturault     | 2'19"35 |
| Slalom speciale (dettagli) | André Myhrer       | 1'38"99 | Ramon Zenhäusern     | 1'39"33 | Michael Matt          | 1'39"66 |
| Combinata (dettagli)       | Marcel Hirscher    | 2'06"52 | Alexis Pinturault    | 2'06"75 | Victor Muffat Jeandet | 2'07"54 |

### Donne
| Evento                     | Oro              | Tempo   | Argento            | Tempo   | Bronzo              | Tempo   |
| Discesa libera (dettagli)  | Sofia Goggia     | 1'39"22 | Ragnhild Mowinckel | 1'39"31 | Lindsey Vonn        | 1'39"69 |
| Supergigante (dettagli)    | Ester Ledecká    | 1'21"11 | Anna Veith         | 1'21"12 | Tina Weirather      | 1'21"22 |
| Slalom gigante (dettagli)  | Mikaela Shiffrin | 2'20"02 | Ragnhild Mowinckel | 2'20"41 | Federica Brignone   | 2'20"48 |
| Slalom speciale (dettagli) | Frida Hansdotter | 1'38"63 | Wendy Holdener     | 1'38"68 | Katharina Gallhuber | 1'38"95 |
| Combinata (dettagli)       | Michelle Gisin   | 2'20"90 | Mikaela Shiffrin   | 2'21"87 | Wendy Holdener      | 2'22"34 |

### Misti
| Evento                    | Oro                                                                               | Argento | Bronzo |
| Gara a squadre (dettagli) | Svizzera Denise Feierabend Ramon Zenhäusern Wendy Holdener Daniel Yule Luca Aerni | Austria Katharina Liensberger Michael Matt Katharina Gallhuber Marco Schwarz Stephanie Brunner Manuel Feller | Norvegia Kristin Lysdahl Sebastian Foss Solevåg Nina Løseth Leif Kristian Haugen Maren Skjøld Jonathan Nordbotten |

## Medagliere per nazioni
| Pos.   | Nazione       | Oro | Argento | Bronzo | Totale |
| ------ | ------------- | --- | ------- | ------ | ------ |
| 1      | Austria       | 3   | 2       | 2      | 7      |
| 2      | Svizzera      | 2   | 3       | 2      | 7      |
| 3      | Svezia        | 2   | 0       | 0      | 2      |
| 4      | Norvegia      | 1   | 4       | 2      | 7      |
| 5      | Stati Uniti   | 1   | 1       | 1      | 3      |
| 6      | Italia        | 1   | 0       | 1      | 2      |
| 7      | Rep. Ceca     | 1   | 0       | 0      | 1      |
| 8      | Francia       | 0   | 1       | 2      | 3      |
| 9      | Liechtenstein | 0   | 0       | 1      | 1      |
| Totale | Totale        | 11  | 11      | 11     | 33     |